# Styczeń 2023

## 29 stycznia
- W rozegranych w Polsce i Szwecji mistrzostwach świata piłkarzy ręcznych triumfowała reprezentacja Danii[1].
- Białorusinka (startująca pod flagą neutralną) Aryna Sabalenka oraz Serb Novak Đoković zwyciężyli w rozgrywkach singlistów podczas wielkoszlemowego turnieju tenisowego Australian Open[2][3].

## 28 stycznia
- Petr Pavel zwyciężył w drugiej turze wyborów prezydenckich w Czechach[4][5].

## 25 stycznia
- Jacinda Ardern zrezygnowała z funkcji premiera Nowej Zelandii oraz lidera Partii Pracy, na obu stanowiskach zastąpił ją Chris Hipkins[6][7][8].

## 19 stycznia
- Stany Zjednoczone osiągnęły pułap zadłużenia w wysokości 31,4 bln dolarów, co wymaga od Departamentu Skarbu zawieszenia emisji nowych skarbowych papierów wartościowych i podjęcia nadzwyczajnych środków w celu zapobiegnięcia niewypłacalności[9].

## 18 stycznia
- 14 osób zginęło, a co najmniej 29 zostało rannych w katastrofie śmigłowca Państwowej Służby Ukrainy ds. Sytuacji Nadzwyczajnych w Browarach pod Kijowem. Wśród zabitych byli minister spraw wewnętrznych Denys Monastyrski, I wiceminister Jewhenij Jenin i sekretarz stanu w ministerstwie spraw wewnętrznych Jurij Łubkowycz[10][11].
- Co najmniej 70 osób i 70 tys. sztuk bydła zginęło z powodu ujemnych temperatur w całym Afganistanie[12].

## 17 stycznia
- Prezydent Wietnamu Nguyễn Xuân Phúc podał się do dymisji[13].

## 16 stycznia
- 19 osób zginęło, a 24 zostało rannych podczas zderzenia autobusu z ciężarówką w Sakal Arrondissement w Senegalu[14].

## 15 stycznia
- Katastrofa lotu Yeti Airlines 691 w Nepalu, w której zginęły 72 osoby, tj. wszyscy na pokładzie[15].

## 14 stycznia
- R’Bonney Gabriel wygrała konkurs Miss Universe 2022[16].
- Inwazja Rosji na Ukrainę:
  - Rosja uderzyła rakietą manewrującą w 9-piętrowy budynek mieszkalny w Dnieprze, zabijając co najmniej 44 osoby, raniąc 73 inne i pozostawiając dziesiątki zaginionych[17][18].

## 10 stycznia
- Microsoft zakończył wsparcie dla systemu Windows 8.1 i aktualizacji zabezpieczeń dla Windows 7[19].
- Anglojęzyczną premierę miała książka Ten drugi, autorstwa Harry’ego, księcia Sussexu. W tym dniu, w Stanach Zjednoczonych, Kanadzie i Wielkiej Brytanii zostało sprzedanych 1,43 mln egzemplarzy książki, czyniąc ją najszybciej sprzedającą się książką non-fiction wszech czasów[20].

## 9 stycznia
- Co najmniej 17 osób zginęło, a ponad 100 zostało rannych, gdy peruwiańska policja narodowa ostrzelała demonstracje w Juliace[21].

## 8 stycznia
- Co najmniej 40 osób zginęło, a 87 zostało rannych w zderzeniu dwóch autobusów w Gniby w departamencie Kaffrine w Senegalu[22].
- W turnieju United Cup triumfowała reprezentacja Stanów Zjednoczonych pokonując w finale reprezentację Włoch 4:0[23].

## 6 stycznia
- Norweg Halvor Egner Granerud zwyciężył w 71. Turnieju Czterech Skoczni[24].

## 5 stycznia
- Na Placu Świętego Piotra w Watykanie odbył się pierwszy w historii Kościoła pogrzeb papieża seniora pod przewodnictwem urzędującego papieża[25].

## 3 stycznia
- Wieku 90 lat zmarł amerykański astronauta Walter Cunningham, uczestnik misji Apollo 7 – pierwszego lotu załogowego w ramach programu Apollo[26].

## 2 stycznia
- W Bazylice św. Piotra w Watykanie wystawiono na widok publiczny ciało zmarłego papieża seniora Benedykta XVI[27].

## 1 stycznia
- 15 miejscowości w Polsce uzyskało status miast: Miękinia, Jeżów, Dąbrowice, Rozprza, Ujazd, Książ Wielki, Czarny Dunajec, Latowicz, Bodzanów, Jastrząb, Jadów, Włodowice, Łopuszno, Piekoszów i Miasteczko Krajeńskie[28].
- Zmiana waluty w Chorwacji: euro zastąpiło kunę[29].
- Alain Berset objął urząd prezydenta Szwajcarii[30].
- Uzbekistan zaczął się w pełni posługiwać alfabetem łacińskim[31]